# Figure (peinture)
Pour les articles homonymes, voir Figure.

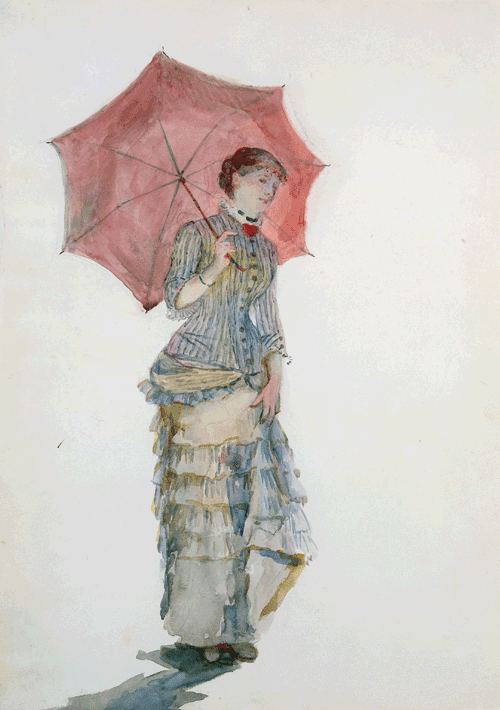
Figure de femme avec ombrelle, par Marie Bracquemond.

En dessin et en peinture, une figure est la représentation d'une personne humaine entière. Une demi-figure, fréquente dans les icônes, images religieuses et les portraits, montre le personnage de la taille à la tête.
Dans la description des œuvres d'art, on précise souvent une catégorie de figure : masculine ou féminine, biblique, mythologique, héroïque, allégorique, etc.
La question des figures, pris au sens de la représentation humaine dans le dessin et la peinture, est certainement celle qui a donné au plus grand nombre de discussions esthétiques dans l'art européen (Souriau 2010). Les questions de la beauté, de la véracité, de la vraisemblance et du réalisme des figures, aussi bien que celle de leur valeur intrinsèque affleurent dans presque toutes les discussions sur un artiste figuratif.

## Proportions
Pendant longtemps, l'établissement des proportions des figures humaines, envisagées tant du point de vue de l'idéal, souvent pris d'après l'antique, que du point de vue de la fidélité au réel, reflétant la diversité humaine, ont occupé une large part des écrits sur les figures peintes. La question, intimement mêlée à celle de la perspective, puisque la longueur apparente d'une partie du corps dépend de sa situation par rapport à la perpendiculaire à la ligne du regard, a aussi abondamment animé les discussions critiques, jusqu'à la fin du XIXe siècle. Certains artistes et critiques classiques réprouvent le raccourci, par lequel les proportions qu'on pourrait mesurer sur le modèle ne se retrouvent pas sur sa représentation.

## Figures dans le paysage
La représentation d'une figure humaine est presque une obligation dans l'art du paysage (Souriau 2010). Quand aucun personnage particulier ne s'impose, les artistes incluent souvent une représentation d'un type local, qui participe ainsi à la description. Parfois l'artiste se montre lui-même, passant ou au travail dans son sujet, qui peut représenter un espace complètement inhabité, 
Les personnages représentés comme meubles ou accessoires sur les tableaux de paysage ne sont pas toujours de la main de l'auteur de la composition. Des artistes se sont, particulièrement au XVIIIe siècle et au XIXe siècle, spécialisés dans ce genre de prestation, tant pour la peinture que pour la lithographie. Un des premiers membres de l'Académie de Venise, Gianantonio Guardi, y entre en 1756  comme peintre de figures.
Au XIXe siècle, les planches lithographiées des Voyages pittoresques indiquent souvent l'auteur du dessin ou de la peinture d'après nature, celui de l'artiste qui l'a interprété sur la pierre, et celui de l'auteur des figures. ces spécialistes, généralement, n'ont pas visité les lieux représentés ; ils travaillent d'après les normes académiques de représentation des figures, et d'après des albums de types et de costumes du pays, recueils de dessins linéaires souvent coloriés assez régulièrement publiés à cette époque.